# Forgotten Man
Forgotten Man è un album di Lou Donaldson, pubblicato dalla Timeless Records nel 1981. Il disco fu registrato il 2 luglio 1981 a Milano (Italia).

## Tracce
Lato A
1. Confirmation – 5:55 (Charlie Parker)
2. Whiskey Drinkin' Woman – 5:30 (Leon Spencer, Lou Donaldson)
3. This Is Happiness – 3:40 (Lou Donaldson)
4. Tracy – 4:32 (Lou Donaldson)

Lato B
1. Melancholy Baby – 6:50 (Ernie Burnett, George Norton)
2. Don't Blame Me – 5:12 (Dorothy Fields, Jimmy McHugh)
3. Exactly Like You – 6:58 (Dorothy Fields, Jimmy McHugh)

## Musicisti
Lou Donaldson Quartet
- Lou Donaldson - sassofono alto, voce
- Herman Foster - pianoforte
- Geoff Fuller - basso elettrico
- Victor Jones - batteria